# Chaâbane Merzekane
Chaâbane Merzekane (né le 8 mars 1959 à Hussein Dey, Wilaya d'Alger) est un footballeur international algérien, qui évoluait au poste de défenseur. Élément clé de l'équipe d'Algérie à la Coupe du monde de football 1982, il prend part à l'intégralité des trois matchs de la phase de poules de la compétition. Il compte 60 sélections en équipe nationale entre 1978 et 1988.

## Biographie
Son premier club fut le Nasr Athlétique d'Hussein-Dey, qui a aussi vu naître un certain Rabah Madjer. Il a joué la plupart de sa carrière sous les couleurs du NA Hussein Dey et a aussi fait un bref passage au MC Alger. Il a entraîné le NAHD, le  CB Mila , le MO Béjaïa , le Paradou AC et l'USM El Harrach brièvement après sa retraite,
En janvier 2012, Chaâbane Merzekane devient l'entraîneur du NA Hussein Dey. Il a créé une école de football le CB Hussein-Dey depuis 2010. Depuis 2016, il occupe le poste de président du club et manager général et comme consultant sportif de la radio algérienne: Chaine 3.

## Palmarès

### En club

#### NA Hussein Dey
- Championnat d'Algérie :Vice-champion, 1976, 1982.

- Coupe d'Algérie (1) :Vainqueur, 1979 ; Finaliste, 1977, 1982.

- Coupe d'Afrique des vainqueurs de coupe de football:Finaliste, 1978

### En équipe d'Algérie
- Finaliste de la Coupe d'Afrique des nations en 1980.

- Participation aux Jeux Olympiques d'Été 1980 à Moscou avec l'Algérie  (Quart de Finaliste)

- Participation à la Coupe du monde en 1982
- participation à la coupe d'Afrique des nation, Nigeria 1980, Libye 1982, Égypte 1986, Maroc 1988

- Médaillé de Bronze aux Jeux Méditerranéens de 1979 à Split

- Troisième place aux Jeux panarabes 1985

### Distinctions personnelles
- Membre de l'équipe type de la CAN en 1982
- Homme du match face à l'Allemagne de la Coupe du monde 1982